# 光鱗鮋
光鱗鮋，為輻鰭魚綱鮋形目鮋亞目鮋科的其中一種，為亞熱帶海水魚，分布於東大西洋茅利塔尼亞至剛果諾亞港海域，棲息深度可達100公尺，體長可達35公分，棲息在水淺的岩石底質底層水域，生活習性不明，具有雪卡魚毒的紀錄，可做為食用魚。